# Porphyrophora polonica
La cochinilla polaca (Porphyrophora polonica, Margarodes polonicus), también conocida como escamas de carmín polaco (en polaco: czerwiec polski), es un insecto escamoso utilizado antiguamente para producir un tinte carmesí del mismo nombre, conocido coloquialmente como «sangre de San Juan». Las larvas de P. polonica son parásitos sésiles que viven en las raíces de varias hierbas -especialmente las del knawel perenne (polaco: czerwiec trwały) - que crecen en los suelos arenosos de Europa Central y otras partes de Eurasia. Antes del desarrollo de la anilina, la alizarina y otros tintes sintéticos, este insecto tenía una gran importancia económica, aunque su uso entró en declive tras la introducción de la cochinilla mexicana en Europa en el siglo XVI. Históricamente, antes se utilizaba la cochinilla armenia, Porphyrophora hamelii, que pertenece a la misma familia taxonómica Porphyrophora que la cochinilla polaca y a una familia taxonómica distinta de la cochinilla que se encuentra en América.

## Biología

### Ciclo de vida

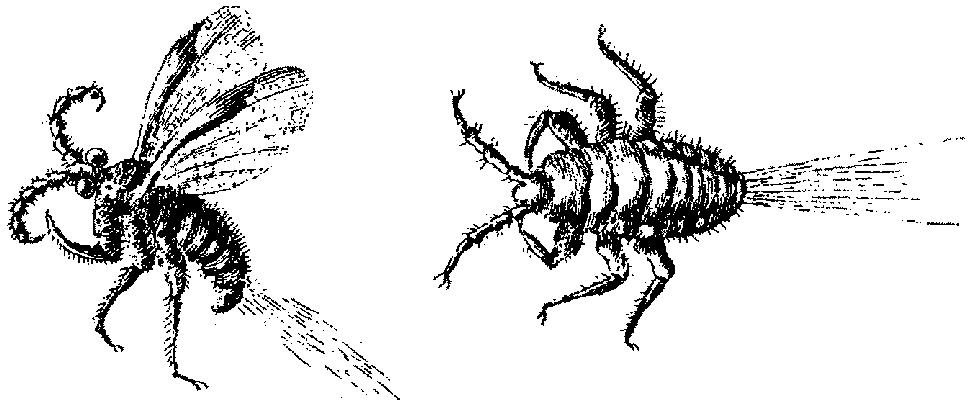
Cochinilla polaca adulta, macho (izquierda) y hembra; de Wolfe (1766)

A mediados de julio, la hembra de la cochinilla polaca pone unos 600-700 huevos, recubiertos de una ooteca cerosa blanca, en el suelo. Cuando las larvas eclosionan, a finales de agosto o principios de septiembre, no abandonan la ooteca, sino que permanecen en su interior hasta el final del invierno. A finales de marzo o principios de abril, las larvas emergen del suelo para alimentarse durante un breve periodo de tiempo de las hojas de bajo crecimiento de la planta huésped antes de volver bajo tierra para alimentarse de las raíces de la planta. En ese momento, las larvas sufren ecdisis, desprendiéndose de sus exoesqueletos junto con sus patas y antenas, y se enquistan formando revestimientos protectores externos (quistes) dentro de los tejidos de las raíces.
Los quistes son pequeñas burbujas de color rojo oscuro o violeta que se agrupan en las raíces de la planta huésped. Los quistes femeninos miden entre 3 y 4 milímetros de diámetro. Los machos tienen la mitad de tamaño que las hembras y son menos numerosos, con un solo macho por cada 500 hembras. Los quistes sufren ecdisis varias veces. Cuando la larva macho alcanza el tercer estadio de desarrollo, forma un delicado capullo blanco y se transforma en pupa a principios de junio. A finales de junio o principios de julio, las hembras, que son neotenas y conservan su forma larvaria, vuelven a emerger del suelo y trepan lentamente hasta la parte superior de la planta huésped, donde esperan hasta que los machos adultos alados, con sus característicos penachos al final del abdomen, abandonan los capullos y se unen a ellas unos días más tarde. Los machos (insectos adultos) no se alimentan y mueren poco después del apareamiento, mientras que las hembras regresan bajo tierra para poner huevos. Tras la oviposición, las hembras se encogen y mueren.

### Plantas hospedadoras y distribución geográfica
La cochinilla polaca vive en plantas herbáceas que crecen en suelos arenosos, áridos e infértiles. Su planta hospedadora principal es el caracol perenne (Scleranthus perennis), pero también se sabe que se alimenta de plantas de otros 20 géneros, como la Hieracium pilosella, la Silene inflata, la Agrostis canina, la Caragana,  la Herniaria glabra, la Fragaria y la Potentilla.
En el pasado, este insecto era común en todo el Paleártico y estaba reconocido en toda Eurasia, desde Francia e Inglaterra hasta China, pero era sobre todo en Europa Central donde era lo bastante común como para que su uso industrial fuera económicamente viable. La excesiva explotación económica, así como la reducción y degradación de su hábitat, han convertido a la cochinilla polaca en una especie rara. En 1994, se incluyó en el Libro Rojo ucraniano de especies amenazadas. En Polonia, donde aún era común en los años sesenta, no hay datos suficientes para determinar su estado de conservación y no se aplican medidas de protección.

## Historia
Los antiguos eslavos desarrollaron un método para obtener tinte rojo a partir de las larvas de la cochinilla polaca. A pesar de que la recolección de la cochinilla requería mucho trabajo y su rendimiento era relativamente modesto, el tinte siguió siendo un producto muy codiciado y una alternativa popular a la kermes durante toda la Edad Media, hasta que fue sustituido por la cochinilla mexicana en el siglo XVI.

### Producción de tintes

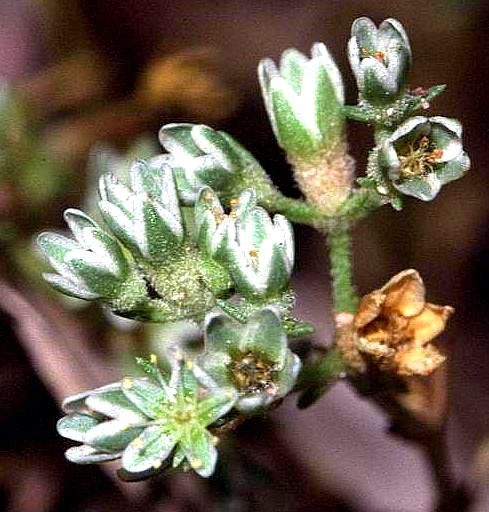
Knawel perenne, la principal planta huésped de la cochinilla polaca

Al igual que otros tintes rojos obtenidos de cochinillas, el color rojo procede del ácido carmínico con trazas de ácido quermésico. El contenido de ácido carmínico de la cochinilla polaca es de aproximadamente el 0,6% del peso corporal seco del insecto. Los insectos se recolectaban poco antes de que las larvas hembra alcanzaran la madurez, es decir, a finales de junio, normalmente en torno al día de San Juan Bautista (24 de junio), de ahí el nombre popular del tinte, sangre de San Juan. El proceso de recolección consistía en arrancar la planta huésped y recoger las larvas hembra, con una media aproximada de diez insectos de cada planta. En Polonia, incluida la actual Ucrania, y en otros lugares de Europa, se explotaban plantaciones para hacer frente a la elevada tasa de mortalidad de las plantas hospedadoras. Las larvas se mataban con agua hirviendo o vinagre, se secaban al sol o en un horno, se trituraban y se disolvían en masa madre o en cerveza ligera de centeno llamada kvass para eliminar la grasa. El extracto se utilizaba entonces para teñir seda, lana, algodón o lino. El proceso de teñido requería aproximadamente 3-4 onzas de tinte por libra (180-250 g por kilogramo) de seda y una libra de tinte para teñir casi 20 libras (50 g por kilogramo) de lana.

### Comercio

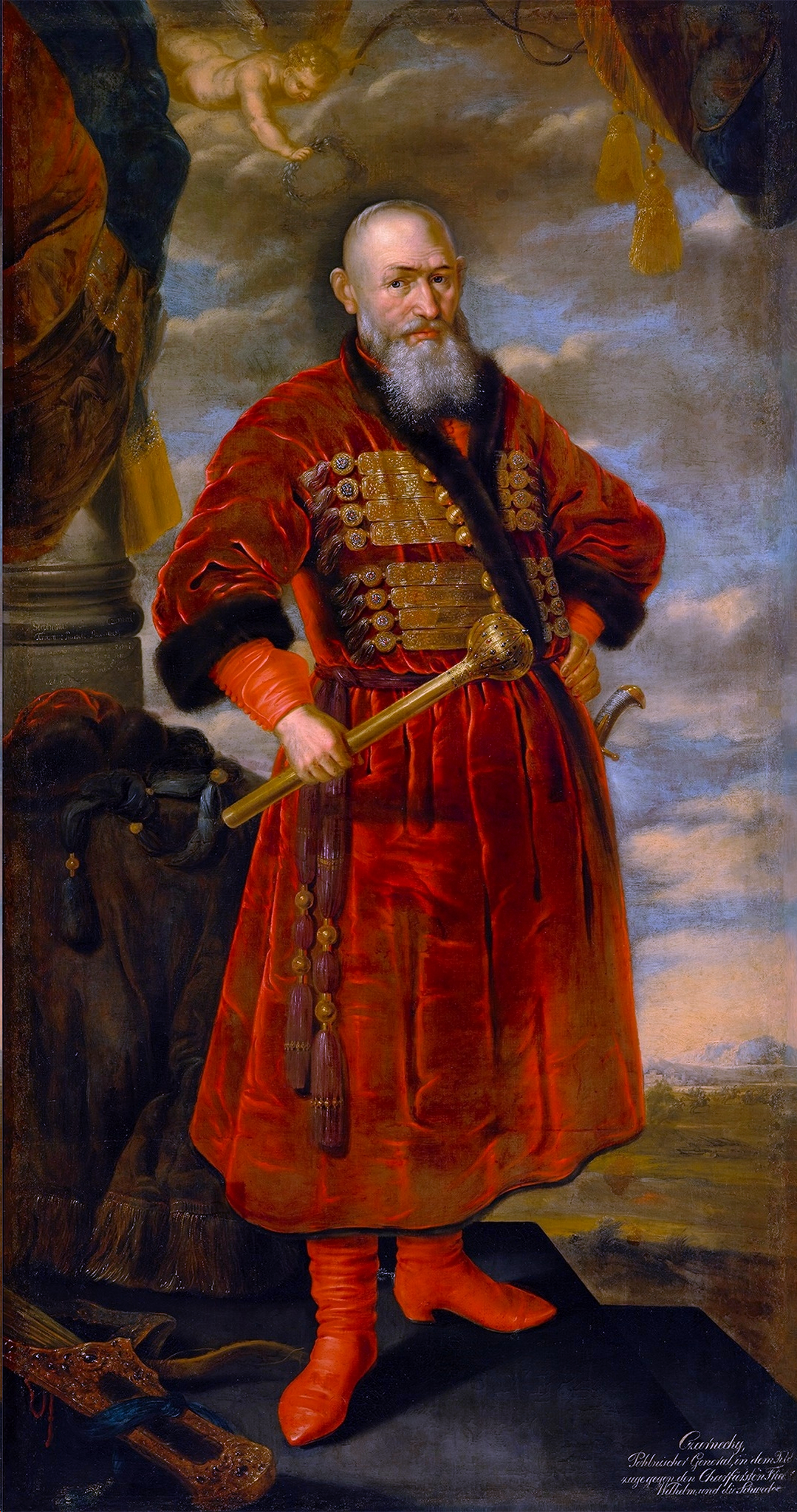
El comandante militar polaco Stefan Czarniecki (1599-1665), con el traje carmesí típico de los magnates polacos.

La cochinilla polaca fue muy comercializada en Europa durante la Edad Media y el Renacimiento. En los siglos XV y XVI, junto con el grano, la madera y la sal, era una de las principales exportaciones de Polonia, principalmente al sur de Alemania y al norte de Italia, así como a Francia, Inglaterra, el Imperio Otomano y Armenia. En Polonia, el comercio de la cochinilla estaba monopolizado principalmente por mercaderes judíos, que compraban el tinte a los campesinos de Rutenia Roja y otras regiones de Polonia y Lituania. Los mercaderes enviaban el tinte a las principales ciudades polacas, como Cracovia, Danzig (Gdańsk) y Poznań. Desde allí, la mercancía se exportaba a mayoristas de Breslavia (Wrocław), Núremberg, Fráncfort, Augsburgo, Venecia, y otros destinos. El comercio de la cochinilla polaca era un negocio lucrativo para los intermediarios; según Marcin de Urzędów (1595), una libra de cochinilla polaca costaba entre cuatro y cinco libras venecianas. En términos de cantidades, el comercio alcanzó su punto álgido en la década de 1530. En 1534, sólo en Poznań se vendieron 1963 piedras (unas 30 toneladas métricas) del tinte.
La llegada de la cochinilla mexicana, más barata, provocó una brusca caída del comercio de la cochinilla polaca, y en la década de 1540 se produjo un pronunciado descenso de las cantidades del tinte rojo exportadas desde Polonia. En 1547, la cochinilla polaca desapareció del registro de aduanas de Poznań; un empleado de Volhyn anotó en 1566 que el tinte ya no se pagaba en Gdańsk. Las plantaciones perennes de knawel fueron sustituidas por campos de cereales o pastos para la cría de ganado. La cochinilla polaca, que hasta entonces era utilizada sobre todo por los nobles ricos y la realeza y como producto de exportación, siguió siendo utilizada localmente por los campesinos que la recolectaban; se empleaba no sólo para teñir tejidos, sino también como colorante del vodka, ingrediente de la medicina popular, artesanía o incluso para la coloración decorativa de las colas de los caballos.
Con la partición de Polonia a finales del siglo XVIII, los vastos mercados de Rusia y Asia Central se abrieron a la cochinilla polaca, que volvió a convertirse en un producto de exportación, esta vez hacia Oriente. En el siglo XIX, Bujará, en Uzbekistán, se convirtió en el principal centro comercial de la cochinilla polaca en Asia Central; desde allí, el tinte se enviaba a Kasgar, en Xinjiang, y a Kabul y Herat, en Afganistán. Es posible que el tinte polaco se utilizara para fabricar algunas de las famosas alfombras orientales.

### Estudios

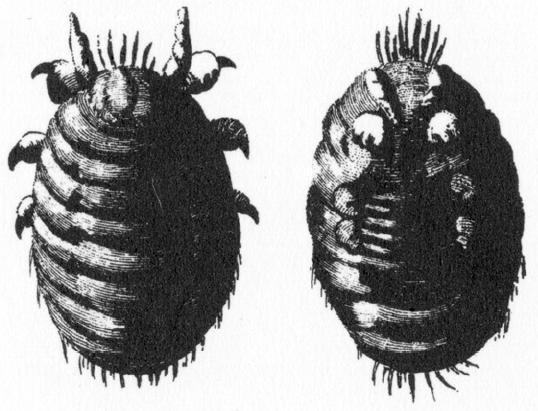
Hembra de cochinilla polaca; de Wolfe (1763)

El primer estudio científico conocido sobre la cochinilla polaca se encuentra en el Herbarz Polski (Herbolario polaco ) de Marcin de Urzędów (1595), donde se describe como «pequeñas semillas rojas» que crecen bajo las raíces de las plantas, que «maduran» en abril y de las que sale un pequeño «bicho» en junio. Los primeros comentarios científicos de autores no polacos fueron escritos por Segerius (1670) y von Bernitz (1672).  En 1731, Johann Philipp Breyne escribió Historia naturalis Cocci Radicum Tinctorii quod polonicum vulgo audit (traducida al inglés en el mismo siglo), el primer gran tratado sobre el insecto, que incluía los resultados de sus investigaciones sobre su fisiología y ciclo vital. En 1934, el biólogo polaco Antoni Jakubski escribió Czerwiec polski (La cochinilla polaca), una monografía que tiene en cuenta tanto la biología del insecto como su papel histórico.

## Lingüística
La importancia histórica de la cochinilla polaca sigue reflejándose en la mayoría de las lenguas eslavas modernas, donde las palabras para el color rojo y para el mes de junio derivan ambas del protoeslavo *čьrvь (probablemente pronunciado [t͡ʃĭrwĭ]), que significa «un gusano» o «larva». (Véanse ejemplos en la tabla siguiente).
En checo, al igual que en búlgaro antiguo, esto es válido tanto para junio como para julio, los dos meses en los que era posible cosechar las larvas del insecto. En polaco moderno, czerwiec es una palabra para junio, así como para la cochinilla polaca (czerwiec polski) y su planta huésped, el knawel perenne (czerwiec trwały).
| Inglés            | Bielorruso        | Ucraniano          | Polaco            | Checo    | Búlgaro            |
| ----------------- | ----------------- | ------------------ | ----------------- | -------- | ------------------ |
| gusano, larva     | чарвяк charvyak   | черв'як cherv'yak  | czerw             | červ     | червей chervey     |
| rojo (adjetivo/a) | чырвоны chyrvony  | червоний chervonyy | czerwony czerwień | červený  | червен cherven     |
| junio             | чэрвень chervyen' | червень cherven'   | czerwiec          | červen   | червеник chervenik |
| julio             |                   |                    |                   | červenec | чръвенъ chraven    |
| Cochinilla polaca | чэрвек chervyeк   | червець chervets'  | czerwiec polski   |          |                    |

## Véas también
- Cochinilla (Dactylopius coccus)
- Kermes vermilio
- Carmesí (color)

## Lectura adicional
- Breyne (Breynius), Johann Philipp (1731). Historia naturalis Cocci Radicum Tinctorii quod polonicum vulgo audit (en latín). Gdańsk.
- Jakubski, Antoni Władysław (1934). Czerwiec polski (Porphyrophora polonica (L.). Studium historyczne ze szczególnym uwzględnieniem roli czerwca w historii kultury (en polaco). Warsaw: Wyd. Kasy im. Mianowskiego – Instytutu Popierania Nauki. p. 502.